# Lucien-Pierre Sergent
Lucien-Pierre Sergent, né à Massy le 8 juin 1849 et mort à Paris 17e le 19 mai 1904, est un peintre français connu pour son art militaire. Né à Massy, où une rue porte son nom, il fut l'élève de Vauchelet Pils et Jean-Paul Laurens[réf. souhaitée].
Il débuta au salon de 1873; médaille d'honneur en 1889, médaille de bronze en (1900) (exposition universelle).
Il est peintre du tableau intitulé Suffrage universel : un bureau de vote à Paris ; cette œuvre est une aquarelle peinte vers 1880.

## Œuvres

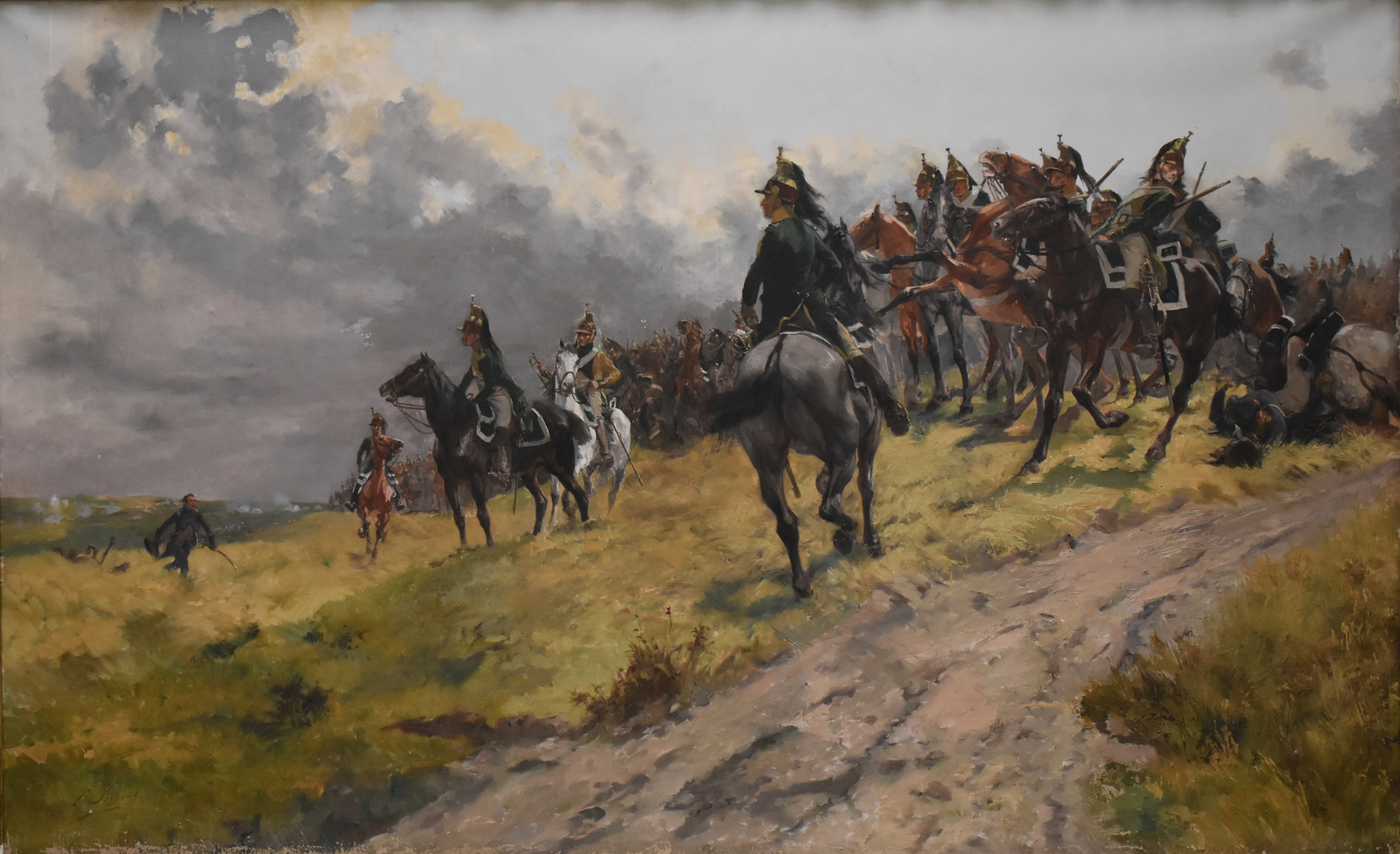
Ordre de charger, 1897 (Musée Petiet)

- Ordre de charger, 1897 (Musée Petiet)Le musée de Rochefort conserve de lui : Sous le feu" de 1870; celui de Sens : "Épisode du siège de Thuyen Quan".
- Limoux, musée Petiet : Ordre de charger (Friedland, 14 juin 1807), huile sur toile de 1897.
- Vizille, musée de la Révolution française : Combat de Bagneux, 13 octobre 1870.